# Kronorden (Nederländerna)

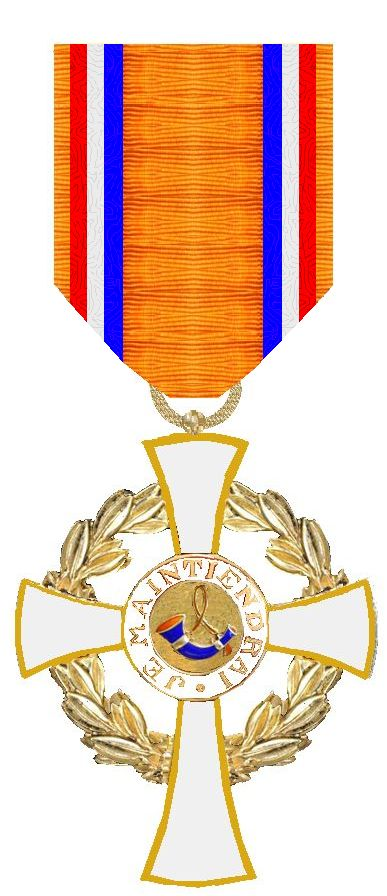
Hederskorset av Kronorden.

Kronorden (nederländska: Kroonorde), är en husorden i Nederländernas kungahus Nassau-Oranien.

## Bakgrund
Orden kom till som ett resultat av drottning Julianas omorganisation av Oranienhusorden 1969. Husordens 18 klasser upplevdes inte längre som lämplig i det ständigt mer jämlika nederländska samhället på 1960-talet. Orden är indelad i fem klasser. Som en husorden är den inte är föremål för ministeransvar eller inflytande, men delades ut efter bedömning av Nederländernas monark.
Orden är avsedd för "utlänningar som har utfört särskild tjänst" till den nederländska monarken eller dennes hus. Drottning Beatrix instiftade en silvermedalj för att fira statsbesök. Orden har fem klasser och tre medaljer. Detta gör att den nederländska monarken kan utfärda dekorationer enligt rangordning, särskilt under statsbesök.
1. Storkors (Grootkruis) - bärs på ett ordensband på höger skuldra plus en 8-spetsig stjärna på vänster bröst;
2. Stort hederskors med stjärna (Groot erekruis met Plaque) - bärs på en kedja plus en 4-spetsig stjärna på vänster bröst;
3. Stort hederskors (Groot erekruis) - bärs på en kedja;
4. Hederskors med rosett (Erekruis met Rozette) - bärs på ett ordensband med en rosett på vänster bröst;
5. Hederskors (Erekruis) - bärs på ett ordensband på vänster bröst;
6. Medaljer i guld, silver och brons (Medaille in goud, zilver en brons) - medaljer bärs på ett ordensband på vänster bröst.